# Haralakere, Maddur
Haralakere là một làng thuộc tehsil Maddur, huyện Mandya, bang Karnataka, Ấn Độ.